# Nijnevartovsk
Nijnevartovsk (en russe : Нижневартовск, [nʲɪʐnʲɪˈvartəfsk]) est une ville d'importance régionale russe située dans le district autonome des Khantys-Mansis–Iougra. Elle est le centre administratif du raïon de Nijnevartovsk, bien qu'elle n'en fasse pas partie, formant à la place sa propre subdivision en tant qu'okroug urbain. Elle se situe sur la rive droite de l'Ob, dans la plaine de Sibérie occidentale.
Peuplée de 283 256 habitants en 2021, la ville est la deuxième plus grande du district autonome, et l'une des rares villes de Russie à dépasser le chef-lieu de son sujet tant en termes de population qu'au niveau économique. Fondée soit en 1905 soit en 1909, la ville commence son boom économique dans les années 1960 lorsque le champ pétrolifère de Samotlor est découvert à proximité, le plus grand gisement pétrolier du pays. La ville est aujourd'hui un important centre des industries pétrolière et gazière du pays, ainsi qu'un centre éducatif et culturel majeur du district autonome.
Dans le roman Tempête rouge de l'auteur américain Tom Clancy, une grande raffinerie de la ville de Nijnevartovsk fait l'objet d'une attaque terroriste, point de départ du roman.

## Géographie

### Situation
Nijnevartovsk est située dans le district autonome de Khantys-Mansis qui est un district autonome russe dépendant de l'oblast de Tioumen en Sibérie. La ville fait ainsi partie du district fédéral de l'Oural, se situant à 1 000 km au nord-est d'Iekaterinbourg, la capitale du district. La capitale Moscou est à 3 000 km à l'ouest. Khanty-Mansiïsk, la capitale de son sujet, est à 400 km à l'ouest, tandis que Tioumen est à 1 015 km au sud-ouest. Elle est proche de la limite avec l'oblast de Tomsk, à seulement 30 km à l'est,.
La ville se trouve dans la plaine de Sibérie occidentale, sur la rive droite de l'Ob. La ville se situe au sud du lac Samoltor, au fond duquel se trouve Samoltor, le plus grand gisement pétrolier de Russie.
La ville, comme tout le district autonome, est située dans le fuseau horaire MSK+2 (heure de Iekaterinbourg). Le décalage horaire appliqué par rapport au temps universel coordonné est +05:00. La ville proprement dite, incorporée dans le district autonome sous le nom d'okroug urbain de Nijnevartovsk, dans ses limites actuelles, couvre une superficie de 270 km2.

### Hydrographie

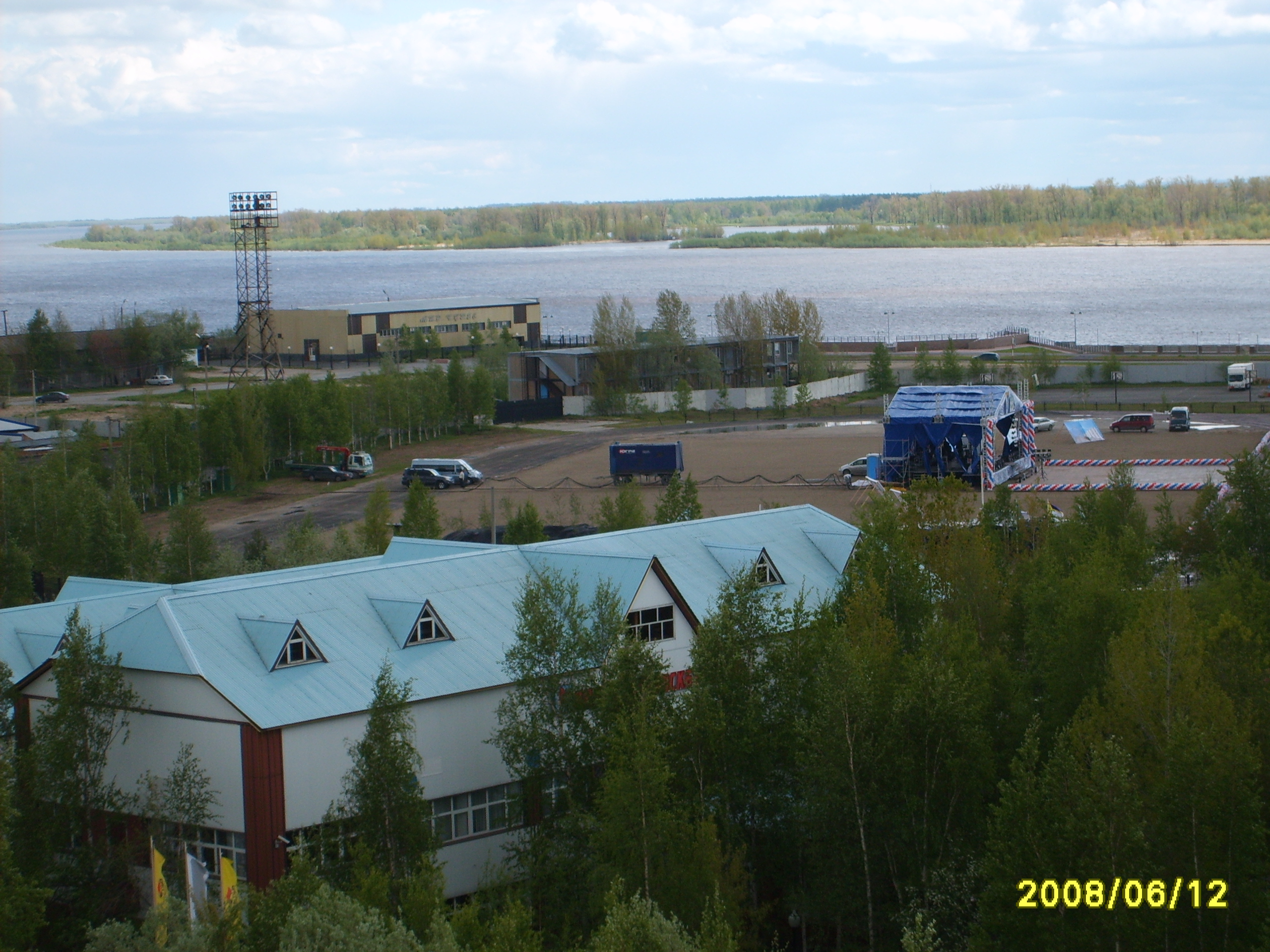
L'Ob.

La ville possède plusieurs cours d'eau, lacs, ainsi que de nombreux bras-morts et étangs. Mis à part les lacs Komsomolskoïe et Goulouboïe, ils font tous partie du bassin de l'Ob. Le fleuve Ob est la principale artère de la ville, qui est un fleuve coulant dans une plaine. Le lit se divise en branches et en canaux, tandis que la plaine inondable et asymétrique, la rive droite étant plus haute que la partie gauche. La largeur de l'Ob en basses eaux est de 800 à 1 000 m, la profondeur moyenne varie de 8 à 15 m et peut atteindre 30 m. Alors qu'en basses eaux, le débit varie de 0,08 à 0,1 m/s, il est de 1,2 à 1,6 m/s lors des hautes eaux. Plusieurs rivières traversant la ville se jettent dans l'Ob, dont la rivière Vakh, qui a son embouchure dans l'Ob à l'est de la ville, ainsi que les rivières Riazan Egan et Maly Egan.
Plusieurs lacs se situent sur le territoire de la ville, et sont caractérisés par des profondeurs faibles. Le plus grand est le lac Emtor, d'une superficie de 1,9 km2, puis le lac Komsomolskoïe, d'une superficie de 0,29 km2, ainsi que le lac Goloubskoïe, de 0,15 km2.

### Relief, géologie et topographie

Carte des principales régions pétrolières et gazières en Russie.

La ville se situe dans la vallée du fleuve Ob. Le lit du cours d'eau serpente dans la plaine inondable, et se ramifie en branches et en canaux. La plaine inondable n'est pas égale sur les deux rives. Au sud-ouest et au sud-est, elle occupe une zone importante, alors que la ville se situe sur la rive au nord, sur une partie plus élevée. Le territoire de la ville est en général plat, sauf quelques pentes près du lit du fleuve.
En termes de géologie, la ville se trouve sur la plaque de Sibérie occidentale, composée de roches de l'Archéen et du Protérozoïque, plaque qui est une partie de la plaque eurasiatique. Sous la ville, le substrat rocheux comprend des sédiments du Cénozoïque, mais toutes ces roches et sédiments sont recouverts par une épaisse couverture de sédiments du Quaternaire. Ces sédiments du Quaternaire sont des sables, des limons, des argiles, de la tourbe, et des loams, parfois saturés d'eau. La ville possède à une profondeur de 30 à 50 m des aquifères et nappes phréatiques.

### Climat
Le climat de la ville, qui appartient à la zone Dfb selon la classification de Köppen, se caractérise par un climat continental avec des hivers longs et rigoureux, des printemps et automnes courts et des étés courts et froids. Les précipitations sont fréquentes avec entre 450 à 550 mm d'eau sur l'année. Les précipitations les plus importants sont en été (juillet et août) ainsi qu'en automne (septembre et octobre), tandis que la fin de l'hiver et le début du printemps sont très secs (février et mars).
Les températures maximales moyennes sont de −22 °C en janvier et de +17 °C en juillet avec la température moyenne annuelle de −3,4 °C. Le record de température a été atteint lors d'un mois de juillet avec +30,4 °C, tandis que le minimum absolu a été observé au cours d'un mois de décembre avec −57,5 °C.La vitesse moyenne annuelle du vent est de 3,6 m/s, les vents dominants étant tout au long de l'année de l'ouest (18 %) et du sud-ouest (16 %).
La durée moyenne de la période sans gel est d'environ 100 jours par an. En moyenne, la formation d'un manteau neigeux se situe au 10 octobre, et le 23 octobre, le manteau neigeux stable apparaît. La couverture neigeuse stable dure en moyenne 200 jours par an, avec la fonte qui commence en moyenne le 4 mai, et qui disparaît définitivement en moyenne le 28 mai. La glace et le gel se maintiennent d'octobre à mai, le nombre annuel moyen de jours de gel variant de 40 à 60 jours/an. La glace apparaît dans la seconde moitié d'octobre ou début novembre, et son épaisseur varie de 80 à 140 cm.

### Milieux naturels
La végétation de la ville est représentée par des forêts et des espaces marécageux. La superficie des forêts dans la ville est de 5 759 hectares, et leurs végétations appartiennent à la région de végétation du Moyen Ob. Les plantations de confières dominent, avec aussi des feuillus. Il y a des pins, des cèdres et des bouleaux entre autres. Les forêts de la ville sont celle près des hôtels Samoltor et Ob, composée de bouleaux et cèdres, celle près des lacs Komsomolskoïe composée de pins, et celle de Sosnovy aussi de pins près du cimetière de la vieille ville. Outre les forêts, des marécages avec de nombreux carex ont été préservés autour du lac Komsomolskoïe.

## Urbanisme

### Logements
En 2022, la superficie total du parc de logements s'élève à 5 691 600 m2, avec une augmentation de 276 200 m2 par rapport à 2018. En moyenne, il y a 19,96 m2 de surface habitable par personne dans la ville. Le parc de logements d'urgence s'élève au 1er janvier 2023 à hauteur de 24 800 m2.

### Risques
En raison de la géologie, le développement de la ville est limité. Certaines zones sont instables à cause de la géologie des sols, et la ville peut souffrir de mouvements des sols.
Par ailleurs, certaines zones de la ville sont situées en zone inondable. Lors de fortes crues, la majeure partie de la ville peut être inondée. La montée des eaux lors des fontes de printemps débute en moyenne le 19 avril, et atteint son pic au 20-23 juin. Lors de la fin juin et du début juillet, les niveaux d'eau baissent lentement, les fortes précipitations estivales empêchant une décrue rapide. La crue de printemps varie ainsi de 120 à 140 jours.

### Voies de communication et transports

#### Infrastructures routières
Le transport routier constitue la base du système de transports de la ville, et elle est l'une des villes les plus motorisées de Russie, avec 430 voitures /1000 habitants. Au 1er janvier 2023, la ville possède un réseau routier pavé long de 195,1 km. La ville se trouve sur le corridor latitudinal nord, axe de transport routier reliant Perm, par Serov, Khanty-Mansiïsk, Sourgout et Nijneartovsk, à Tomsk.

#### Transport aérien
L'aéroport de Nijnevartovsk (en) V.I. Mouravlenko est l'un des plus grands du district autonome, et il occupe la 33e place dans le classement des plus grands aéroports russes en termes de passagers en 2023. En 2023, 19 compagnies aériennes opèrent dans l’aéroport, dont la Nijnevartovskavia qui relie la ville aux villages reculés du raïon de Nijneartovsk.

#### Transport ferroviaire

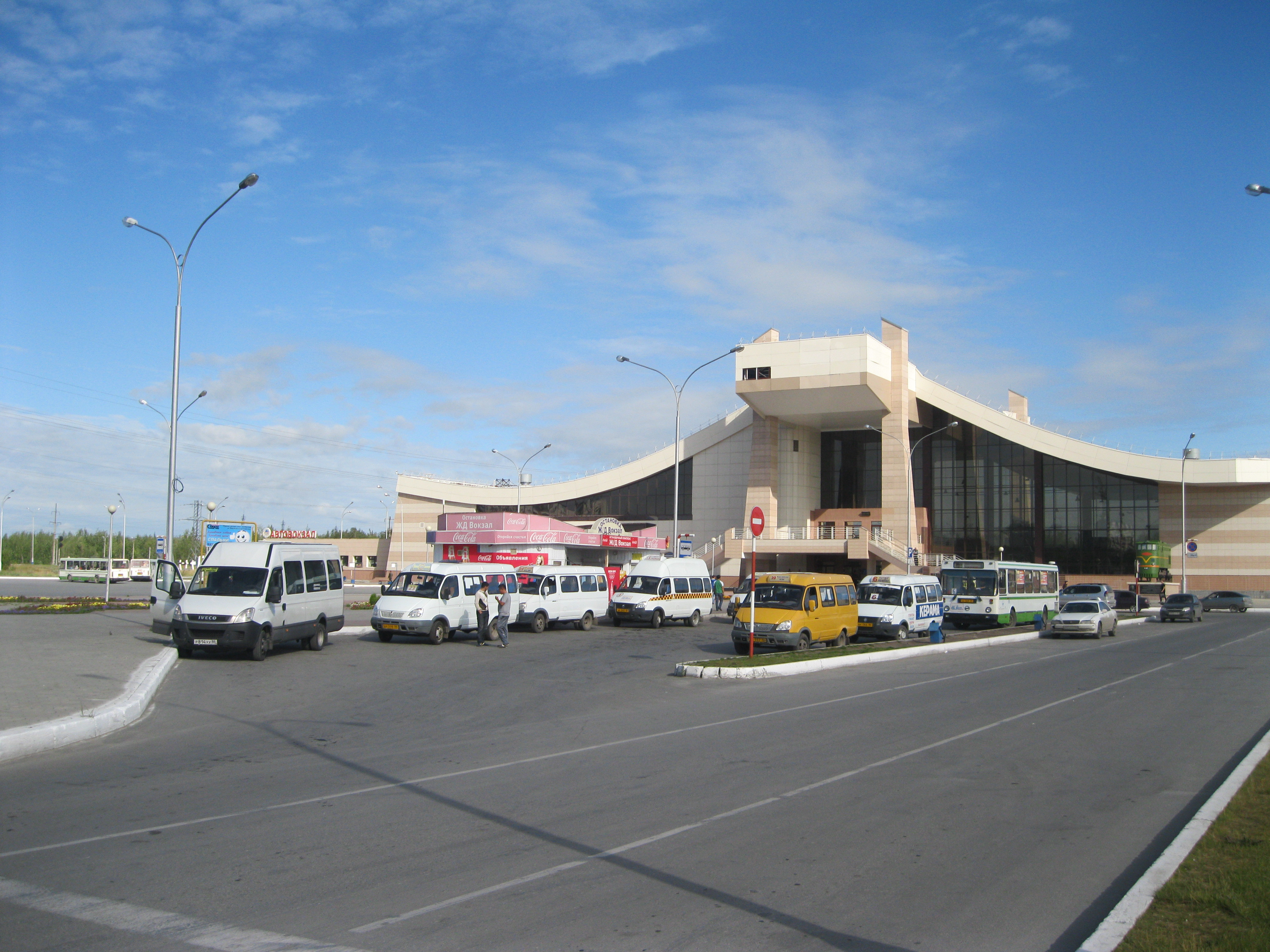
Gare ferroviaire de Nijnevartovsk.

La ville est desservie par une branche de la ligne ferroviaire de Tioumen par Sourgout à Novy Ourengoï, gérée par les chemins de fer de Sverdlovsk. Au sein de la ville, il y a 92 km de voies ferrées, avec deux gares ferroviaires, Nijnevartovsk I et Nijnevartovsk II. Des trains de passagers sont assurés au niveau régional avec Sourgout. De plus, il y a 14 itinéraires longue distance vers les villes d'Adler, Astrakhan, Barnaoul, Iekaterinbourg, Omsk, Orenbourg, Penza, Samara, Tioumen, Oufa et Volgograd.
La gare de Nijneartovsk est classée par le Livre Guinness des records comme la plus grande gare terminus au monde. La gare de la ville dessert chaque année plus de 350 000 passagers.

#### Transports en commun
Les transports en commun de la ville déplacent chaque année plus de 13 millions de personnes. La ville possède 26 itinéraires de bus permanents ou saisonniers. La ville possède 160 bus, dont 115 bus de grande et moyenne classe et 45 bus petits.
Des bus interurbains relient la ville vers Kourgan, Oufa et Strejevoï, et au niveau régional, avec les villes du district autonome de Khanty-Mansiïsk, de Kogalym, de Languepas, de Nefteïougansk, de Radoujny et de Pokatchi. En 2018, la ville comptait 283 arrêts de bus répartis sur le territoire.

#### Autres modes de transports
Quant au transport fluvial, la ville est l'un des principaux ports fluviaux du bassin de l'Ob-Irtych.
Un nombre important de pipelines (oléoducs tout comme gazoducs) traversent le territoire de la ville. Au sein de la ville, ils sont longs de 196 km.

## Histoire

### Empire russe
Vers le milieu des années 1870 ou pendant les années 1880, un appontement fut aménagé sur la rive droite de l'Ob pour que les bateaux à vapeur de l'époque puissent se ravitailler en bois à brûler. En 1913, le lieu baptisé Nijnevartovskoïe (Нижневартовское) comptait six maisons, et les populations venaient du gouvernement de Tobolsk. La population pratiquait l'élevage du bétail, la pêche ainsi que le commerce avec la population autochtone. La date de fondation de ce village est considérée par les autorités comme étant 1909,.

### Période soviétique
En janvier 1924, le site devient un conseil de village. Pendant la Nouvelle politique économique, de nombreuses entreprises existaient, pratiquant l'achat de fourrure auprès de la population locale. En 1926, un dispensaire est créé, suivi en 1930 d'une ferme collective engagée dans l'agriculture et la pêche. Une crémerie est ouverte en 1939, ainsi qu'une école primaire et une banque. Le village avait alors deux rues, une jetée, et selon le recensement de 1939, il y avait 409 habitants répartis dans 112 ménages.
Pendant la Seconde Guerre mondiale, 101 personnes du village sont allés au front. Les habitants du village participèrent à l'effort de guerre, et en parallèle, plusieurs entreprises sont apparues, dont une usine de poisson, un dépôt de carburant et des coopératives. En 1957, l'exploitation des hydrocarbures commence dans la région. Le gisement Megion est découvert en mars 1961 dans la région. En 1962, le village devient le chef-lieu de son raïon, et des bateaux transportent des marchandises et des personnes depuis les villes sibériennes pour construire la zone.
Elle accède au statut de commune urbaine en 1964 sous le nom de Nijnevartovski. Sa croissance est étroitement liée à la présence de gisements de pétrole : le champ pétrolifère géant de Samotlor, découvert le 20 mai 1965 par l'équipe de G. Norikine. Des milliers de migrants ont afflué de toute l'Union soviétique pour ce boom pétrolier, et la ville s'est agrandie de manière très rapide. En 1969, la production pétrolière du champ de Samotlor commence, et en 1971, un aéroport est construit. Par le décret du Présidium du Soviet suprême de la RSFSR du 3 septembre 1972, la commune urbaine devient une ville de subordination régionale, et le nom de Nijnevartovsk lui est attribué. Le gisement produit 155 millions de tonnes de pétrole en 1980, puis la production tombe à 87 millions de tonnes en 1988 et 20 en 1996 lors de la crise économique en Russie.

### Depuis 1991

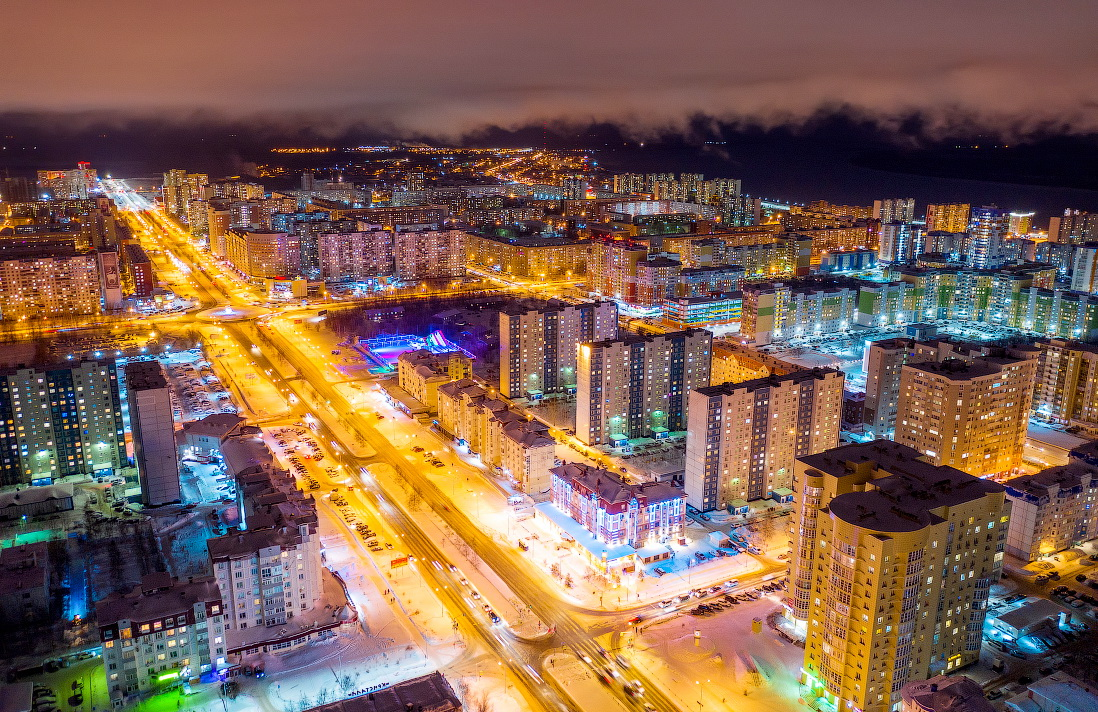
Grands ensembles de nuit.

En 2008, des appartements lumineux ont remplacé les immeubles miteux. La municipalité prévoit de consacrer près de 640 millions d'euros à de nouveaux logements pour accueillir une population sans cesse croissante.
Dans les années 2010, la ville a commencé à se développer activement vers l'est, avec en quelques années seulement, plusieurs nouveaux quartiers qui sont apparus simultanément. Le boom de la construction est devenu le plus important depuis les années 1970 et 1880. Le centre-ville a également vu de nombreux nouveaux bâtiments, tant résidentiels que publics. En 2011, l'édition russe du magazine Forbes en Russie a classé Nijnevartovsk 4e des villes russes en termes de la qualité des conditions de vie.

## Politique et administration

### Autorités
Depuis le 26 mai 2021, le maire de la ville est Dmitri Kochtchenko.

#### Liste des maires
| Période                                  | Période                    | Identité                           | Étiquette   | Qualité                               |
| ---------------------------------------- | -------------------------- | ---------------------------------- | ----------- | ------------------------------------- |
| 1991                                     | septembre 2003             | Iouri Ivanovitch Timochkov         |             | Président du comité municipal du PCUS |
| septembre 2003                           | décembre 2003              | Boris Aleksandrovitch Salomatine   | Russie unie | Juriste                               |
| 7 décembre 2003                          | avril 2011                 | Boris Sergueïevitch Khokhriakov    | Russie unie | Ingénieur                             |
| avril 2011                               | septembre 2016             | Maksim Vitalievitch Klets          | Russie unie | Mathématicien                         |
| 27 octobre 2016                          | 25 mai 2021                | Vassili Vladimirovitch Tikhonov    | Russie unie | Ingénieur, Démissionnaire             |
| 26 mai 2021                              | En cours (au 23 mars 2024) | Dmitri Aleksandrovitch Kochtchenko | Russie unie | Avocat                                |
| Les données manquantes sont à compléter. |                            |                                    |             |                                       |

### Tendances politiques
| Scrutin             | 1er tour | 1er tour | 1er tour | 1er tour | 1er tour | 1er tour | 1er tour | 1er tour | 1er tour | 1er tour | 1er tour | 1er tour | 2d tour                  | 2d tour                  | 2d tour                  | 2d tour                  | 2d tour                  | 2d tour                  | 2d tour                  | 2d tour                  | 2d tour                  | 2d tour                  |
| Scrutin             | 1er      | 1er      | %        | 2e       | 2e       | %        | 3e       | 3e       | %        | 4e       | 4e       | %        | 1er                      | 1er                      | %                        | 2e                       | 2e                       | %                        | 3e                       | %                        | 4e                       | %                        |
| ------------------- | -------- | -------- | -------- | -------- | -------- | -------- | -------- | -------- | -------- | -------- | -------- | -------- | ------------------------ | ------------------------ | ------------------------ | ------------------------ | ------------------------ | ------------------------ | ------------------------ | ------------------------ | ------------------------ | ------------------------ |
| Présidentielle 2012 |          | ER       | 64,34    |          | KPRF     | 14,46    |          | LDPR     | 8,16     |          | SE       | 7,95     | Victoire au premier tour | Victoire au premier tour | Victoire au premier tour | Victoire au premier tour | Victoire au premier tour | Victoire au premier tour | Victoire au premier tour | Victoire au premier tour | Victoire au premier tour | Victoire au premier tour |
| Présidentielle 2018 |          | ER       | 75,65    |          | KPRF     | 11,78    |          | LDPR     | 6,93     |          | GRANI    | 1,74     | Victoire au premier tour | Victoire au premier tour | Victoire au premier tour | Victoire au premier tour | Victoire au premier tour | Victoire au premier tour | Victoire au premier tour | Victoire au premier tour | Victoire au premier tour | Victoire au premier tour |

## Population et société

### Démographie

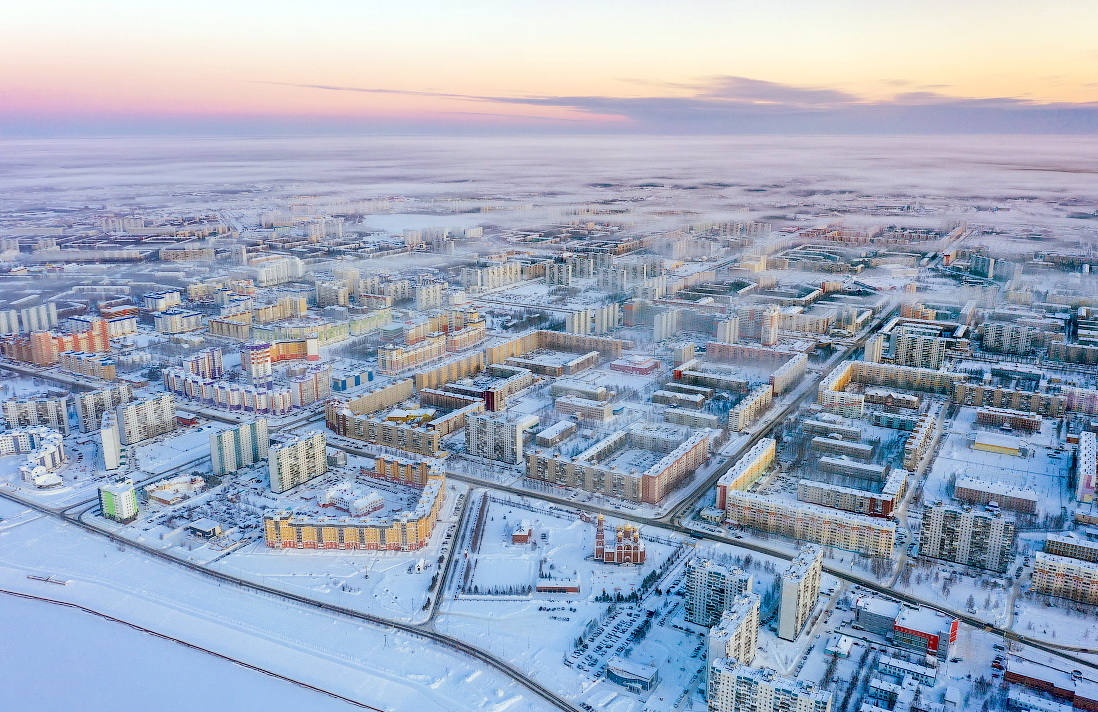
Vue aérienne de la ville.

Deuxième ville la plus peuplée du district autonome, elle concentre 16,5 % de la population de celui-ci. La ville connait une croissance démographique, avec un taux de croissance de 3,3 % sur la période de 2018 à 2022. Entre ces deux dates, la ville a gagné 9 200 personnes. Au 1er janvier 2023, la part de la population en âge de travailler de la ville était de 60,8 %.
Pour l'année 2022, le taux de fécondité était de 10,8 ‰, avec 3 081 naissances. Le taux de décès était lui de 6,6 ‰, avec 1 892 décès. Le taux d'accroissement était ainsi de 4,2 ‰, avec 1 189 personnes en plus. Ces taux contrastent avec la croissance de la Russie, qui est négative, et avec le district autonome, qui elle a ralenti ces dernières années. Quant aux indices de migration, la ville a enregistré 12 769 arrivées en 2022 et 10 252 départs la même année. Ainsi, le solde est positif avec 2 548 personnes en plus et un taux de croissance de 5,5 ‰.
Recensements (*) ou estimations de la population,:
| 1939* | 1959* | 1970*  | 1979*   | 1989*   | 2002*   | 2010*   | 2015    |
| ----- | ----- | ------ | ------- | ------- | ------- | ------- | ------- |
| 409   | 2 300 | 15 663 | 108 740 | 214 000 | 239 044 | 252 488 | 268 456 |

| 2020    | 2021*   | - | - | - | - | - | - |
| ------- | ------- | - | - | - | - | - | - |
| 277 668 | 283 256 | - | - | - | - | - | - |

### Ethnies
La population est composée de Russes (65,59 %), Tatars (9,66 %), Ukrainiens (8,34 %) ainsi que de petites minorités de Bachkirs, Azerbaïdjanais, Biélorusses et Tchouvaches.

### Éducation
Il existe en 2022 68 établissements d'enseignement municipaux dans la ville, qui comprennent 32 jardins d'enfants ; 34 écoles dont 25 écoles secondaires, 4 écoles supérieures, 2 gymnasiums et 3 lycées ; ainsi que 2 établissements d'enseignement complémentaire. La ville compte dans tous ses établissements municipaux 37 327 écoliers pour 2022.
Par ailleurs, il existe deux établissements d'enseignement préscolaire privés ainsi qu'un établissement d'enseignement général privé orthodoxe.

### Santé
La ville dispose en 2022 de 7 hôpitaux en activité, totalisant 2 329 lits, ainsi que 4 cliniques externes. Il y a de plus, une station d'ambulance et 4 succursales d'institutions médicales. La ville possède 81,7 lits pour 10 000 habitants, le nombre de médecins est de 44,5 médecins pour 10 000 habitants et le personnel infirmier est lui de 124,5 personnes pour 10 000 habitants.
Le taux de mortalité de la population en âge de travailler pour 100 000 personnes de l'âge correspondant a augmenté de 0,7 % ces dernières années. Les maladies respiratoires représentent 28,8 % de la mortalité, dont plus de la moitié (52,8 %) sont des maladies coronariennes. Viennent ensuite les cancers qui représentent 15 % du nombre total de décès. La part des décès dus à des facteurs externes (accidents, empoisonnements et blessures) est elle de 4,9 %. Le taux de mortalité dû aux maladies endocriniennes et du métabolisme (diabète sucré) est de 4,9 %.

### Sports
En 2022, 144 065 personnes âgés de 3 à 79 ans pratiquent des activités sportives, soit une hausse de 43,3 % par rapport à 2018, et ce chiffre constitue 53,7 % de la population totale de la ville. Entre 2018 et 2022, la ville s'est équipée de 27 équipements sportifs plats, dont d'un complexe de gymnastique et un skatepark. La ville construit actuellement un complexe de ski et de biathlon ainsi qu'un centre d'arts martiaux (en 2023), tandis qu'un nouveau palais des Sports est prévu.
Entre 2018 et 2022, plus de 3 000 événements sportifs et récréatifs de masse se sont tenus dans la ville, avec un nombre total de plus de 165 000 participants.

## Économie

### Revenus
En 2022, le salaire moyen des employés des entreprises s'élevait à 101 800 roubles par an.

### Emplois
Le taux de chômage enregistré fin 2022 était de 0,15 %, contre 0,13 % en 2018. Au 31 décembre 2022, le nombre de chômeurs inscrits est de 225 personnes.
Au 1er janvier 2023, la part des femmes parmi les chômeurs était de 66,7 %, en raison de leur moindre mobilité du travail. La structure des chômeurs est dominée par la population âgée de 30 ans et plus, avec à cette date 72,4 % de tous les chômeurs inscrits. Les chômeurs ont un niveau d'étude assez élevé, avec plus de 85 % qui ont un niveau supérieur ou secondaire. Au 1er janvier 2023, le nombre de postes vacants était de 5 031, soit 22 postes vacants par chômeur inscrit.
La population active s'élève à 155 200 personnes en 2022. La population employée s'élève à 125 500 personnes, et les emplois sont surtout dans l'exploitation minière, le commerce de gros et de détail ainsi que dans la construction.

### Entreprises
L'économie de Nijnevartovsk joue un rôle important dans celle de l'okroug autonome. La ville possède un grand complexe pétrochimique, et plus de 50 % des marchandises expédiées sont des ressources fossiles. Dans la structure de l'économie de la ville, la plus grande part est occupée par la production industrielle (+ de 56 %), suivie par les transports et communications (environ 14 %) et la construction (environ 13 %).
Fin 2022, la ville comptait 4 628 petites et moyennes entreprises (dont microentreprises).
| Volume de marchandises expédiée | 2023      |
| --- | --------- |
| Exploitation minière | 52 761,2  |
| Industries manufacturière | 18 232,1  |
| Fourniture d'électricité, de gaz et de vapeur, de climatisation                                                                                | 30 287,7  |
| Approvisionnement en eau, assainissement, organisation de la collecte et de l'élimination des déchets, activités d'élimination de la pollution | 3 976,8   |
| Total | 105 257,8 |

#### Industries
L'industrie manufacturière dans la ville est représentée par le raffinage du pétrole et du gaz mais aussi par la réparation et l'installation de machines et d'équipements, le secteur métallurgique, la production de matériaux pour le BTP et l'industrie agroalimentaire.
En 2018, le volume des produits industriels expédiés des grandes et moyennes entreprises de la ville s'élevait à plus de 130 milliards de roubles. Le principal secteur de l'industrie est l'industrie minière, qui représente les deux tiers du volume total des produits expédiés, avec en 2018, 90 milliards de roubles expédiés. Les entreprises productrices de pétrole et de gaz de la ville ont produit en 2018 plus de 2 millions de tonnes de pétrole et 92,0 millions de m3 de gaz.
En 2018, la production de produits du secteur agroalimentaire s'élevait à 470,6 millions de roubles. La production agricole provient à plus de 90 % du secteur de l'élevage.
| Année                                   | 2018      | 2022    |
| --------------------------------------- | --------- | ------- |
| Fioul (dont condensats de gaz) (tonnes) | 2 243 400 | 178 600 |
| Gaz naturel (millions de m3)            | 106,2     | 19.64   |
| Propane (tonnes)                        | 574 500   | 16 900  |
| Kérosène (tonnes)                       | 122 300   | 100 900 |

#### Commerce
Principaux indicateurs du commerce:
| Année                                            | 2023      |
| ------------------------------------------------ | --------- |
| Chiffre d'affaires du commerce de détail         | 129 246,1 |
| Chiffre d'affaires de la restauration collective | 6 973,0   |
| Volume des services                              | 28 595,6  |

#### Tourisme
Le tourisme de la ville est presque inexistant, mis à part pour le tourisme d'affaires et dans une moindre mesure le culturel et l'ethnographique. En 2018, la ville a été visitée par 6 500 personnes.

## Culture locale

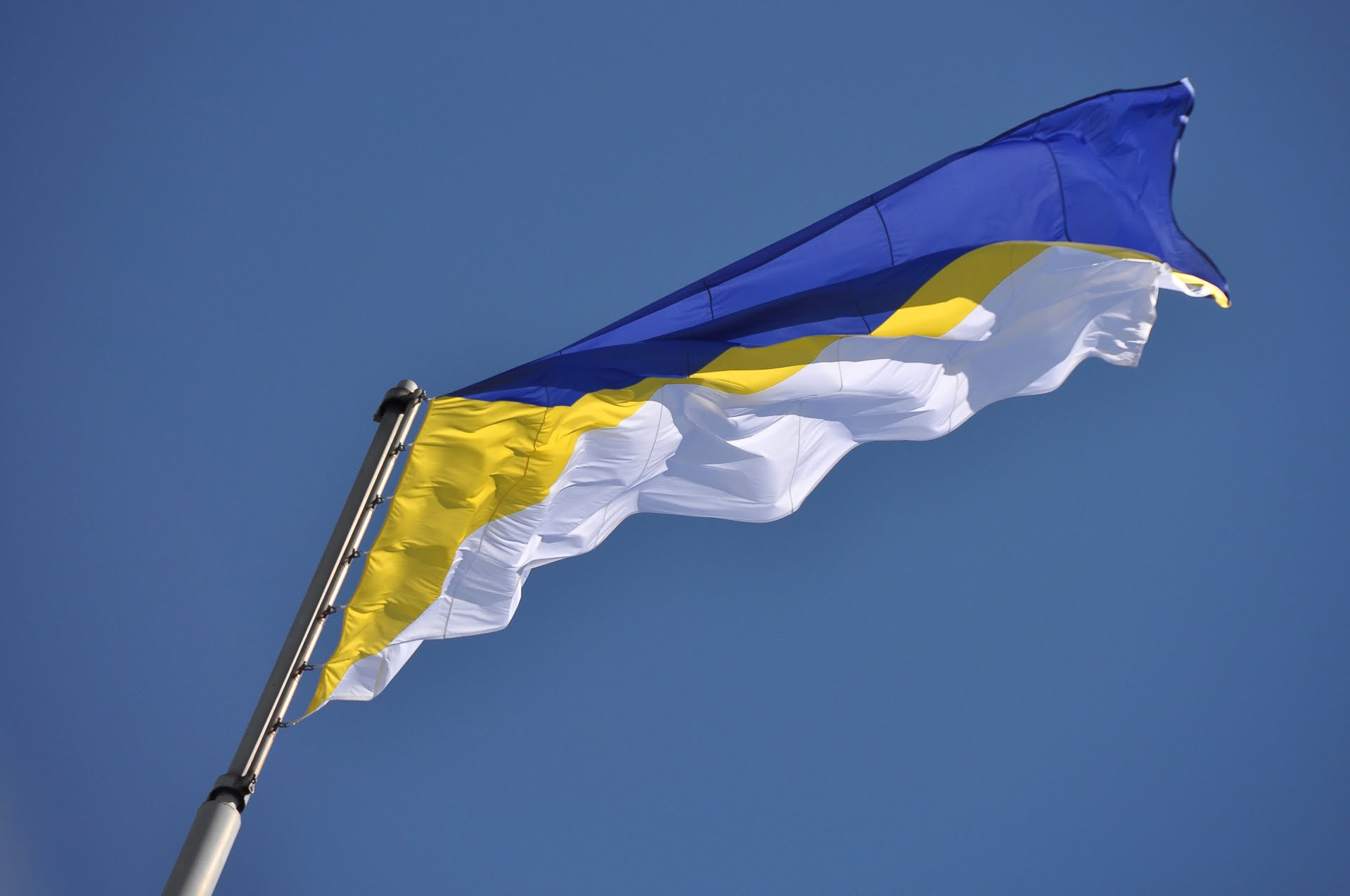
Drapeau de Nijnevartovsk.

La ville est un centre culturel et éducatif majeur du district autonome. La culture dans la ville est représentée par 15 bibliothèques, 3 clubs, 3 écoles d'art pour enfants et 1 école de musique. De plus, il y a des théâtres et 2 musées, à savoir le musée municipal des traditions locales et le musée de l'histoire de la vie russe.
La ville ne possède pas d'objet patrimonial culturel.